# میدان امین‌السلطان
میدان امین‌السلطان، عنوان یکی از بزرگترین میادین قدیمی شهر تهران بود که قدمت آن به اواسط عهد قاجاریه می‌رسید. این میدان بزرگ برای مدتهای طولانی بزرگترین و مهمترین بارانداز میوه و سبزیجات و تره بار در سطح شهر تهران بود و بخش قابل توجهی از مایحتاج ساکنان تهران در این زمینه، از این میدان تأمین می‌شد. بخش اعظم این میدان بزرگ و تاریخی و از جمله سردر باشکوه آن، که به مرور زمان فرسوده گردیده بود، در سالهای اخیر و به منظور احداث خیابانها و ساختمانهای جدید نابود گردید و برای همیشه از میان رفت.

## تاریخچه
میدان امین‌السلطان از تأسیسات و بناهای ساخته شده توسط آقامحمدابراهیم امین‌السلطان، پدر میرزا علی اصغر خان اتابک اعظم که او نیز لقب امین‌السلطان داشت، می‌باشد. ابراهیم خان امین‌السلطان این میدان را در نزدیکی دروازه قدیمی حضرت عبدالعظیم بنا نمود. از تاریخ دقیق ساخت و احداث این میدان اطلاعی در دست نیست امّا به نظر می‌رسد که این میدان بزرگ از همان اوایل احداث خود، مخصوص باراندازهای علافی و میوه و سبزی بوده‌است. این میدان بعدها توسط میرزا علی اصغر خان اتابک اعظم (امین السلطان دوم) گسترش داده شد و تا مدتها بارهای زغال و خواربار و هیزم طهران نیز، منحصراً در این میدان تخلیه می‌گردید و سپس به سایر محله‌های تهران فرستاده می‌شد.

## اماکن مرتبط

### کاروانسرای خانات
تاجرانی که با شترهای خود، که بارهایی از میوه و تره بار، خشکبار، گندم، حبوبات، تنباکو و ... داشتند و از سراسر ایران برای فروش و ارائه اجناس خود، به میدان امین‌السلطان می‌آمدند، برای استراحت به کاروانسرای خانات یا کاروانسرای هرندی می‌رفتند.
گرچه در اطراف میدان بزرگ امین‌السلطان نیز، حجره‌های بسیار قرار داشت اما کاروانسرای خانات با حجره‌ها و حیاط وسیع خود، مناسبترین محل برای استراحت تجار و شتربانان بود. این محل همچنین چرخ یابوهای معروفی داشت که هر کسی که می‌خواست چرخ کرایه کند به آنجا می‌رفت و این چرخ یابوها را (که نقش وانت‌های امروزی را در حمل و نقل ایفا می‌کردند)، کرایه می‌نمود.

### بقعه و قبرستان سر قبر آقا
بعد از بازار تهران که از خیابان مولوی فعلی شروع می‌شد، قبرستانی تاریخی قرار داشت که در کنار بقعه و آرامگاه میرزا ابوالقاسم امام جمعه (که امام جمعه طهران در عهد ناصرالدین شاه قاجار بود)، بنا شده بود. این قبرستان که اکنون زیر ساخت وسازهای شهری مدفون شده و تنها قسمتی از آن در مجاورت بقعه سر قبر آقا باقی مانده است، اصطلاحاً سر قبر آقا نامیده می‌شد و در مجاورت میدان امین‌السلطان قرار داشت. درخت‌های بزرگ و رفیع کاج، که از دهها سال قبل در این محل غرس شده بودند، بسیار شهرت داشتند.

### کوچه مرغی
در جنب میدان امین‌السلطان محلی به نام کوچه مرغی یا کوچه مرغیها قرار داشت، که بزرگترین بازار انواع پرنده در شهر تهران بود. این مکان بخصوص در روزهای جمعه، پاتوق اصلی پرنده بازها و کبوتربازهای حرفه‌ای تهران محسوب می‌شد.

## وضعیت کنونی
در سال‌های اخیر و در هنگام احداث خیابان صاحب جمع، بخش‌های جنوبی این میدان به کلی نابود شد و برای همیشه از دسترس پژوهشگران تاریخ معاصر ایران دور گردید و بخش‌های باقی مانده در قسمت شمالی آن نیز، مدتهاست که زیر شیروانی‌های ایرانیتی قرار گرفته و به مرور زمان دچار نابودی تدریجی می‌شود.